# Усма (станция)
У́сма (латыш. Usma) — железнодорожная станция на линии Вентспилс — Тукумс II на территории Усмской волости Вентспилсского края. Открыта в 1920 году.

## История
Лесопилка и станция для ее обслуживания появились во время Первой мировой войны, но пассажирские поезда на ней не останавливались до 1920 года. Первоначальное здание вокзала не сохранилось. Лесопилка просуществовала до 1950-х годов, затем станция использовалась как остановочный пункт. С 1998 в течение трех лет использовалась как пассажирская станция.